# Atractodes pacificus
Atractodes pacificus är en stekelart som beskrevs av Henry Keith Townes, Jr. 1944. Atractodes pacificus ingår i släktet Atractodes och familjen brokparasitsteklar. Inga underarter finns listade.